# العلاقات الأوكرانية البيروية
العلاقات الأوكرانية البيروفية هي العلاقات الثنائية التي تجمع بين أوكرانيا وبيرو.

## مقارنة بين البلدين
هذه مقارنة عامة ومرجعية للدولتين:
| وجه المقارنة                                              | أوكرانيا                                   | بيرو                                   |
| --------------------------------------------------------- | ------------------------------------------ | -------------------------------------- |
| المساحة (كم2)                                             | 603.63 ألف                                 | 1.29 مليون                             |
| عدد السكان (نسمة)                                         | 45.55 مليون                                | 32.16 مليون                            |
| الكثافة السكانية (ن./كم²)                                 | 75.46                                      | 24.93                                  |
| العاصمة                                                   | كييف                                       | ليما                                   |
| اللغة الرسمية                                             | اللغة الأوكرانية                           | اللغة الإسبانية، اللغة الأيمرية، كتشوا |
| العملة                                                    | هريفنا أوكرانية، كاربوفانيتس، روبل سوفييتي | سول بيروفي جديد                        |
| الناتج المحلي الإجمالي (بليون دولار)                      | 112.15 مليار                               | 211.39 مليار                           |
| الناتج المحلي الإجمالي (تعادل القوة الشرائية) بليون دولار | 352.98 مليار                               | 393.13 مليار                           |
| الناتج المحلي الإجمالي الاسمي للفرد دولار أمريكي          | 2.11 ألف                                   | 6.03 ألف                               |
| الناتج المحلي الإجمالي للفرد دولار أمريكي                 | 8.66 ألف                                   | 11.99 ألف                              |
| مؤشر التنمية البشرية                                      | 0.747                                      | 0.740                                  |
| رمز المكالمات الدولي                                      | +380                                       | +51                                    |
| رمز الإنترنت                                              | .ua، .укр ‏                                 | .pe                                    |
| المنطقة الزمنية                                           | ت ع م+02:00، ت ع م+03:00، توقيت شرق أوروبا | توقيت بيرو، 00                         |

## منظمات دولية مشتركة
يشترك البلدان في عضوية مجموعة من المنظمات الدولية، منها:
| علم المنظمة | اسم المنظمة                               | تاريخ انضمام أوكرانيا | تاريخ انضمام بيرو |
| ----------- | ----------------------------------------- | --------------------- | ----------------- |
|             | وكالة ضمان الاستثمار متعدد الأطراف        | 19 يوليو 1994         | 2 ديسمبر 1991     |
|             | منظمة الشرطة الجنائية الدولية             | ?                     | ?                 |
|             | منظمة حظر الأسلحة الكيميائية              | ?                     | ?                 |
|             | منظمة التجارة العالمية                    | 16 مايو 2008          | ?                 |
|             | الفريق المعني برصد الأرض                  | ?                     | ?                 |
|             | الأمم المتحدة                             | 24 أكتوبر 1945        | 31 أكتوبر 1945    |
|             | مؤسسة التمويل الدولية                     | 18 أكتوبر 1993        | 20 يوليو 1956     |
|             | يونسكو                                    | 12 مايو 1954          | 21 نوفمبر 1946    |
|             | مؤسسة التنمية الدولية                     | 27 مايو 2004          | 30 أغسطس 1961     |
|             | البنك الدولي للإنشاء والتعمير             | 3 سبتمبر 1992         | 31 ديسمبر 1945    |
|             | المنظمة الهيدروغرافية الدولية             | ?                     | ?                 |
|             | الاتحاد البريدي العالمي                   | ?                     | ?                 |
|             | المركز الدولي لتسوية المنازعات الاستشارية | 7 يوليو 2000          | 8 سبتمبر 1993     |
|             | الاتحاد الدولي للاتصالات                  | 7 مايو 1947           | 12 يوليو 1915     |

## وصلات خارجية
- موقع وزارة الخارجية الأوكرانية
- موقع وزارة الخارجية البيروفية